# Matrona (Heilige)
Matrona war der Name mehrerer, teilweise nur sehr schlecht bezeugter frühchristliche Märtyrinnen und einer Äbtissin, die in der katholischen und den orthodoxen Kirchen als Heilige verehrt werden.
Das Stadlersche Vollständige Heiligen-Lexikon zum Beispiel nennt 25 Heilige mit dem Namen Matrona, was daher rühren mag, dass, wie Stadler an einer Stelle vermerkt, das Wort Matrona appellativ zu verstehen sei, das heißt, es handle sich Stadlers Auffassung zufolge nicht um den Namen eines Individuums, sondern um die Bezeichnung als Matrona, also die rechtmäßig angetrauten Frau eines römischen Bürgers.
Folgende Heilige trugen den Namen Matrona, geordnet nach ihren Gedenktagen im Kirchenjahr:
- Märtyrin in Karthago (11. Februar)[2]
- Märtyrin in Nicomedia (22. Februar)[3]
- Märtyrin, in Barcelona verehrt (15. März)[4]
- Märtyrin in Thessalonich, Sklavin einer Plautilla oder Pautilla und von dieser wegen ihres Glaubens getötet (15. oder 14. und 27. März sowie 7. September)[5]
- Märtyrin, in Capua verehrt, möglicherweise dort gestorben (15. bzw. 25. März)[6]
- Märtyrin in Amisus in Paphlagonien (20. März)[7]
- Märtyrin in Mailand (10. Mai)[8]
- Märtyrin in Byzanz um das Jahr 303 (10. Mai)[9]
- Märtyrin in Africa (10. Mai)[10]
- Märtyrin aus Tarsus (10. bzw. 20. Mai)[11]
- Märtyrin aus Ancyra in Galatien (18. Mai)[12]
- 2 Märtyinnen aus der Gesellschaft der hl. Lucia von Thessalonich (1. Juni)[13]
- 2 Märtyrinnen in Rom aus der Gesellschaft des hl. Secundus (2. Juni)[14]
- Märtyrin in Rom (3. Juni)[15]
- Märtyrin in (Klein-)Asien (12. September)[16]
- Äbtissin in Konstantinopel, geboren Mitte des 5. Jahrhunderts in Perge in Pamphylien, vom hl. Bassianus von Lodi erzogen, gestorben Ende des 5. Jahrhunderts in Konstantinopel (8. oder 9. November)[17][18]
- Märtyrin in Antiochia (16. November)[19]
- Märtyrin in Asien (17. November)[20]
- Märtyrin in Nicomedia (17. November)[21]
- Märtyrin in Antiochia (27. November)[22]
- Märtyrin in Africa aus der Gesellschaft des hl. Candorius (5. Dezember)[23]

Mit dem Beinamen Matrona bezeichnet man:
- Matrona von Chios, auch Chiopolitissa genannt, im 15. Jahrhundert in Volissos auf Chios geboren, griechisch-orthodoxe Heilige (20. Oktober)
- Matrjona Dmitrijewna Nikonowa (1881–1952), auch als „Matrona von Moskau“ bekannt, Heilige der russisch-orthodoxen Kirche (2. Mai)